# Clwyd (rivière)
Pour les articles homonymes, voir Clwyd.
La Clwyd est une rivière du Pays-de-Galles dans le Denbighshire.

## Géographie
Elle prend sa source dans la forêt de Clocaenog à 8 km au nord-ouest de Corwen. Son cours est de 55 km. Elle passe à Saint-Asaph et Ruthin et se jette en mer d'Irlande près de Rhyl.